# Piotr Sawicki (lekkoatleta)
Piotr Sawicki (ur. 17 września 1974) – polski lekkoatleta uprawiający biegi długodystansowe, specjalizujący się w biegu 24-godzinnym.

## Życiorys
W 2011 roku podczas Mistrzostw Polski w biegu 24-godzinnym w Katowicach zdobył srebrny medal z wynikiem 237,280 km.
W 2012 roku podczas Mistrzostw Polski w biegu 24-godzinnym w Katowicach zdobył srebrny medal z wynikiem 238,919 km.
Podczas Mistrzostw Europy w biegu 24-godzinnym w Katowicach zdobył brązowy medal indywidualnie, oraz drugi brązowy medal w drużynie z Pawłem Szynalem i Andrzejem Radzikowskim, z wynikiem 254,093 km.

## Osiągnięcia
| Rok  | Impreza                                      | Miejsce     | Konkurencja   | Pozycja     | Wynik     |
| ---- | -------------------------------------------- | ----------- | ------------- | ----------- | --------- |
| 2012 | Mistrzostwa Europy w biegu 24-godzinnym 2012 | Katowice    | indywidualnie | 3. miejsce  | 254 093 m |
| 2012 | Mistrzostwa Europy w biegu 24-godzinnym 2012 | Katowice    | drużynowo     | 3. miejsce  | 741 267 m |
| 2012 | Mistrzostwa Świata w biegu 24-godzinnym 2012 | Katowice    | indywidualnie | 5. miejsce  | 254 093 m |
| 2012 | Mistrzostwa Świata w biegu 24-godzinnym 2012 | Katowice    | drużynowo     | 4. miejsce  | 741 267 m |
| 2013 | Mistrzostwa Europy w biegu 24-godzinnym 2013 | Steenbergen | indywidualnie | 75. miejsce | 178 188 m |
| 2013 | Mistrzostwa Europy w biegu 24-godzinnym 2013 | Steenbergen | drużynowo     | 9. miejsce  | 665 730 m |
| 2013 | Mistrzostwa Świata w biegu 24-godzinnym 2013 | Steenbergen | indywidualnie | 95. miejsce | 178 188 m |
| 2013 | Mistrzostwa Świata w biegu 24-godzinnym 2013 | Steenbergen | drużynowo     | 12. miejsce | 665 730 m |